# Bombardeo de los cuarteles militares de Chulakivka
El bombardeo de los cuarteles en Chulakivka, óblast de Jersón, fue infligido por las Fuerzas Armadas de Ucrania contra los soldados rusos en la víspera de Año Nuevo el 31 de diciembre de 2022. Esto se informó en el resumen matutino del Estado Mayor de las Fuerzas Armadas de Ucrania el 3 de enero de 2023. La parte rusa aún no ha comentado sobre este incidente. Todavía no hay confirmación independiente.
Los analistas estadounidenses afirman que el ataque fue llevado a cabo por el M142 HIMARS.

## Bombardeo
En la noche del 31 de diciembre de 2022, las Fuerzas Armadas de Ucrania atacaron el campamento de soldados rusos en Chulakivka, óblast de Jersón, como resultado de lo cual hasta 500 soldados rusos murieron o resultaron heridos. 20 minutos después, el periodista y bloguero Anatoli Sharí dijo que el ataque fue en un hangar con equipo y personal. El Estado Mayor de las Fuerzas Armadas de Ucrania informó sobre el ataque del 31 de diciembre en su resumen matutino del 3 de enero de 2023. A partir del 4 de enero, el Ministerio de Defensa ruso aún no ha mencionado este ataque en sus informes.
The New York Times, refiriéndose al analista Michael Kofman, señala que las Fuerzas Armadas de Ucrania cambiaron de táctica y comenzaron a usar HIMARS para atacar grandes concentraciones de militares rusos, y no en almacenes. Debido a un cambio en las tácticas, el ejército ucraniano golpeó una Escuela Técnica Profesional en Makéyevka, óblast de Donetsk, así como soldados rusos en Chulakivka.